# Verband für Waffentechnik und -geschichte
Der Verband für Waffentechnik und -geschichte (VdW) ist ein eingetragener Verein mit Sitz in Düsseldorf, der sich als Interessenvertretung für Legalwaffenbesitzer und am Thema Waffen historisch und technisch Interessierter versteht (z. B. Sammler, Historiker, Techniker, Jäger und Sportschützen). Vorsitzender ist der Jurist, Waffenrechtsexperte und Fachautor Hans Scholzen.

## Gründung
Gegründet wurde der VdW nach der Deutschen Waffenbörse 14.–18. Mai 1969 und wurde zunächst ins Vereinsregister von Schwäbisch Hall eingetragen. Das Deutsche Waffenjournal (dwj) übernahm die Patenschaft und berichtet auch heute noch in einer eigenen Rubrik über den VdW. Seit 1975 besitzt der Verband ein Sekretariat in Düsseldorf und ist nun im Vereinsregister AG Düsseldorf unter der Nr. 5374 eingetragen.

## Aufgaben
Kernaufgaben sind Beratung und Weiterbildung der rund 3.000 Verbandsmitglieder auf den Gebieten
des Waffenrechts, der Waffentechnik und Waffengeschichte und Förderung von Wissenschaft und Forschung, Kunst und Kultur in diesem speziellen Bereich sowie des Schießsports. Der VdW bietet seinen Mitgliedern Rechtsberatung und Gutachtertätigkeit sowie Versicherungsschutz für verwaltungsrechtliche Klage- und Schiedsverfahren im Bereich des Waffen- und Sprengstoffrechts. Weiterhin wirkt er als Mitglied des Bundesverband zivile Legalwaffen, aber auch selbständig durch Gutachten, Initiativen und Publikationen an den Aktivitäten im Bereich der Waffengesetzgebung in Deutschland und in Europa mit. Der VdW ist außerdem Mitglied der FESAC (Foundation of European Societies of Arms Collectors) mit Sitz in Holland, einem Zusammenschluss europäischer Sammlerverbände, wie das Kuratorium zur Förderung kulturhistorischer Waffensammlungen und anderen mit denen der VdW Zusammenarbeit pflegt.

## Gutachtertätigkeit
Der Verband fördert im Bereich Waffentechnik und -geschichte auch die Gutachtertätigkeit und gründete dazu 1975 einen Sachverständigenausschuss. Der Ausschuss prüft Neubewerber nach persönlichen und sachlichen Maßstäben und schlägt sie dem Vorstand des VdW zur Ernennung und Bestellung vor. Die Gutachter des Verbandes sind zur unparteiischen Aufgabenerfüllung verpflichtet und unterliegen der Schweigepflicht. Der Schwerpunkt der Gutachtertätigkeit liegt bei der Beurteilung der kulturhistorischen Bedeutsamkeit von Waffensammlungen sowie bei der Wertbestimmung von Waffen. Der VdW ist dem BSB 1874 e.V. beigetreten und hat damit weitere Angebote für seine Mitglieder erschlossen (z. B. Befürwortungen nach § 14 WaffG).